# Arhanghelsk
Arhanghelsk (rusă Арха́нгельск) este un oraș în partea de nord-vest a Rusiei, pe malurile fluviului Dvina de Nord, aproape de vărsarea acestuia în Marea Albă. Este reședința regiunii omonime.
Orașul se întinde peste 40 de kilometri de-a lungul malurilor fluviului Dvina de Nord și include numeroase insule ale deltei acestuia. Arkhangelsk a fost principalul port maritim al Rusiei medievale și moderne timpurii până în 1703 (când a fost înlocuit de Sankt Petersburg). O cale ferată de 1.133 kilometri circulă de la Arhangelsk la Moscova prin Vologda și Iaroslavl, iar călătoriile aeriene sunt deservite de aeroporturile Talagi (principal) și Vaskovo (secundar). Începând cu recensământul din 2010, populația orașului era de 348.783, în scădere de la 356.051 (înregistrată la recensământul din 2002), respectiv de 415.921 (înregistrată la recensământul din 1989).

## Stema orașului
Stema orașului îl înfățișează pe Arhanghelul Mihail în timp ce ucide Diavolul. Legenda spune că această luptă a avut loc în apropierea orașului (de unde și numele acestuia), și că Mihail încă mai veghează asupra orașului pentru a preveni întoarcerea Diavolului.

## Probleme de mediu

### Deșeuri menajere
În 2019, un depozit destinat stocării deșeurilor din Moscova era în curs de construcție. O jumătate de milion de tone de deșeuri ar fi transportate cu trenul și depozitate anual. S-a format o mișcare de protest cetățeanesc care încearcă să se opună proiectului.

### Accidentul de iradiere Nyonoksa
În data de 8 august 2019 în jurul orei 12:00, în largul localității Nionoska, o explozie a ucis cel puțin 5 ingineri ai Agenției Nucleare Ruse Rosatom, care lucrau pentru centrul de cercetări nucleare din Nordul Extrem (cu sediul la Sarov, acolo unde Uniunea Sovietică a pus la punct primele sale arme nucleare). Se pare că în urma exploziei au mai rezultat trei răniți și că aceasta ar putea fi o sursă de contaminare radioactivă a mediului. La 12 august, potrivit Ministrului rus al Apărării, accidentul nu a provocat „contaminare radioactivă”, dar orașul Severodvinsk, aflat la 30 de kilometri de bază, a anunțat că a „înregistrat o oarecare creștere a radioactivității” (comunicat retras rapid). În aceeași zi, statul rus a anunțat că lucrează pentru a testa „nou armament”; potrivit lui Viacheslav Soloviev (director științific al Centrului Militar Sarov), accidentul a implicat și un mic reactor nuclear, iar Agenția Meteorologică Rusă a raportat o creștere de 4 până la 16 ori mai mare decât nivelul obișnuit de radioactivitate. Potrivit acesteia, radioactivitatea aerului este în parametri normali pentru sănătatea publică. Conform experților americani, deflagrația ar putea avea legătură cu testarea noii rachete de croazieră cu propulsie nucleară 9M730 Burevestnik (SSC-X-9 Skyfall, conform terminologiei NATO).
Două stații ruse pentru măsurarea nivelului radioactivității (Dubna și Kirov) au fost oprite pe 10 august. Norvegia a detectat urme de iod radioactiv la Svanhovd, o stație de măsurare din apropierea frontierei sale cu Rusia, între 9 și 12 august. Pe pagina principală a CNCAN au fost publicate trei comunicate de presă (pe 14, 18 și 19 august 2019) referitoare la acest incident, mesajul fiind că nu există factori de risc pe teritoriul României.